# Julian Schmidt (Radsportler)
Julian Schmidt (* 10. Dezember 1994 in Erlangen) ist ein deutscher BMX-Fahrer, der sein Land bei internationalen Wettkämpfen vertritt.

## Karriere
Bei den UCI-BMX-Race-Weltmeisterschaften 2015 nahm er am Zeitfahren teil. Im selben Jahr erreichte Schmidt bei den Europaspielen im BMX das Viertelfinale. Bei den Olympischen Sommerspielen 2016 war er als Ersatzfahrer für Luis Brethauer vertreten. Bei den European Championships 2018 trat er im BMX an und erreichte nur das Sechzehntelfinale, in dem er auf dem sechsten Platz ausschied.
Er trainiert beim RC 50 Erlangen.